# Les loups chassent la nuit
Pour plus de détails, voir Fiche technique et Distribution.
Les loups chassent la nuit (titre italien : La ragazza di Trieste) est un film d'espionnage en coproduction franco-italienne, réalisé par Bernard Borderie en 1951, sorti en 1952.

## Synopsis
Le journaliste Thomas Mollert, chef d'un réseau de contre-espionnage, fait venir à Trieste, un de ses agents, Cyril, dont il a besoin pour démasquer Miguel, un espion. Ils s'introduisent chez Miguel pour retrouver certains documents, pendant que Catherine, l'amie de Cyril, le retient dans un cabinet particulier. Un des tueurs de Miguel les surprend et prévient ce dernier qui est abattu par Catherine. Mollert réussit sa mission et Cyril et Catherine vivent leur roman d'amour à Venise.

## Fiche technique
- Titre français : Les loups chassent la nuit
- Titre italien : La ragazza di Trieste
- Réalisation : Bernard Borderie
- Assistant réalisateur : André Smagghe
- Scénario : Bernard Borderie, Francis Thuret, d'après le roman de Pierre Frondaie Le Lieutenant de Gibraltar
- Décors : René Moulaert
- Photographie : Jacques Lemare
- Cadreur : Gustave Raulet, assisté de Luc Mirot
- Son : Jean Monchablon et Jacques Carrère
- Musique : Joseph Kosma, orchestre dirigé par Marcel Cariven (Éditions Musicales Transatlantiques)
- Chansons : Faut pas m'en vouloir, Le Bonheur, de Marc Lanjean et Joseph Kosma (Éditions Choudens) et (éditions Transatlantiques)
- Montage : Henri Taverna, assisté de Jacqueline Thiedot
- Maquillage : Paule Déan
- Coiffure : Odette Berroyer
- Photographe de plateau : Henri Thibault
- Script-girl : Charlotte Lefèvre
- Régisseur général : André Michaud
- Agent technique : Guy Seitz
- Trucages : LAX
- Tournage : 25 juillet - 15 septembre 1951, studios de Billancourt (Paris-Studios-Cinéma)
- Production : Raymond Borderie
- Directeur de production : Robert Bossis
- Sociétés de production :  CICC Films Borderie,  Fonorama
- Société de distribution : Pathé Consortium Cinéma
- Pays de production :  France,  Italie
- Langue originale : français
- Format : noir et blanc — 35 mm — 1,37:1 — son Mono (Western Electric)
- Tirage : Laboratoire L.T.C Saint-Cloud
- Genre : Film d'espionnage
- Durée : 98 minutes
- Date de sortie : France : 6 février 1952
- Visa d'exploitation : 11775

## Distribution
- Jean-Pierre Aumont : Cyril Dormoy, un agent de Mollert
- Carla Del Poggio  (VF : Claire Guibert) : Catherine, l'amie de Cyril, chanteuse de cabaret
- Fernand Ledoux : Thomas Mollert, journaliste et chef de réseau de contre-espionnage
- Marcel Herrand : Pedro, le directeur du cabaret
- Louis de Funès : Le barman servant un Porto
- John Kitzmiller : Le domestique noir de Miguel
- Roldano Lupi : Miguel, espion et faux marchand de tableaux
- Nicolas Vogel : Jim, le chauffeur de Mollert
- Attilio Dottesio : Baum, alias Horner, un espion
- Gianni Rizzo : Le commissaire italien
- Sophie Sel : Une employée de l'hôtel
- Tancrédi : Le chauffeur